# Нурмеев, Тимур Рафаилович
Тимур Рафаилович Нурмеев (21 июля 1980, Магнитогорск, Челябинская область) — российский биатлонист, наиболее известный по выступлениям в летнем биатлоне, трёхкратный серебряный призёр чемпионата мира, двукратный чемпион Европы, трёхкратный чемпион мира среди юниоров, мастер спорта России международного класса (2000). В зимнем биатлоне — призёр чемпионата России.

## Биография
Начал заниматься спортом в 1989 году в магнитогорском клубе «Магнит», первый тренер — В. В. Иванцов. С 1995 года тренировался под руководством С. А. Елпанова. Представлял ФСО профсоюзов «Россия» и г. Челябинск.

### Юниорская карьера
Бронзовый призёр зимнего Европейского юношеского Олимпийского фестиваля (1997, Швеция). Бронзовый призёр чемпионата Европы по летнему биатлону среди юниоров (1999, Санкт-Петербург). На летнем чемпионате мира среди юниоров 2000 года в Ханты-Мансийске стал абсолютным чемпионом, завоевав три золотые медали во всех видах программы — спринте, гонке преследования и эстафете.

### Взрослая карьера
На чемпионате мира по летнему биатлону 2003 года в Форни-Авольтри завоевал серебряные медали в эстафете в составе сборной России, а также был пятым в спринте и десятым — в гонке преследования и масс-старте. На следующем чемпионате мира, в 2004 году в Брезно, завоевал две серебряные медали — в эстафете и масс-старте, а также был 22-м в спринте и 18-м — в пасьюте. На мировом чемпионате 2005 года в Муонио занял 17-е место в спринте, 11-е — в гонке преследования и шестое — в масс-старте, а в эстафете не выступал.
В 2005 году на чемпионате Европы по летнему биатлону в Быстрице-под-Гостынем стал чемпионом в спринте и смешанной эстафете и завоевал бронзу в масс-старте.
На уровне чемпионата России в зимнем биатлоне становился бронзовым призёром в командной гонке (2001) и гонке патрулей (2003). В летнем биатлоне выигрывал серебряные медали в 2004 году в масс-старте и гонке преследования и бронзу — в 2003 году в спринте.
Завершил спортивную карьеру в середине 2000-х годов. По окончании карьеры занимается бизнесом в Магнитогорске. Имеет первую категорию судьи соревнований по биатлону. В 2013 году участвовал в эстафете Олимпийского огня в Магнитогорске.
Окончил Магнитогорский государственный университет (2002).